# 阿特·克洛基
亞瑟·「阿特」·克洛基（英語：Arthur "Art" Clokey，1921年10月12日—2010年1月8日），是美国定格黏土動畫普及化的先驅者，也是小绿人冈比的创造者。阿特·克洛基的職業生涯始於1953年的一項名為《黏土狂想曲》的電影實驗，該實驗受到他在南加州大學的教授斯拉夫科·沃卡皮克的影響。 克洛基和他的妻子茹絲（Ruth）隨後想出了黏土角色岡比和他的小馬波奇（Pokey），他們首先出現在《你好杜迪秀》（Howdy Doody Show）中，後來有了自己的系列《岡比歷險記》（The Adventures of Gumby），從此他們成為美國電視上熟悉的存在。1980年代，美國演員兼喜劇演員埃迪·墨菲在週六夜現場的短劇中模仿岡比時，這些角色重新引起了人們的興趣。
阿特·克洛基的第二部最著名的作品是由美國路德教會（現為美國福音路德教會）資助的《戴維和歌利亞》（Davey and Goliath）二人組。

## 早年生活
在克萊蒙特的韋伯學校，年輕的克洛基受到了雷·阿爾夫（Ray Alf）老師的影響，他帶領學生進行探險，挖掘化石並了解周圍的世界。克洛基後來在波莫納學院學習地質學，他的父親約瑟夫是一名風琴師，之後於1943年離開，在二戰期間參軍。 他於1948年畢業於他父親的母校邁阿密大學。

## 粘土動畫
阿特·克洛基還為成人製作了一些極具實驗性和視覺創意的粘土動畫短片，包括他的第一部學生電影《黏土狂想曲》（Gumbasia，1953年製作並於1955年發行）、視覺豐富的《曼陀羅》（Mandala，1977年）——被克洛基描述為進化的隱喻人類意識——以及同樣奇異的《粘土孔雀》（The Clay Peacock，1959年），它是對當時NBC動畫標誌的詳細闡述。 《黏土狂想曲》的動畫粘土形狀扭曲成爵士樂樂譜，因此引起了當時的電影製片人協會主席塞繆爾·G·恩格爾（Samuel G. Engel）的興趣，以至於他資助了後來成為克洛基的《岡比秀》（The Gumby Show，1957年）的試播電影。《黏土狂想曲》的原文名稱是為了向華特·迪士尼的《幻想曲》致敬。
1987年，克洛基為阿諾德·萊柏維茲的電影《木偶卡通電影》中的角色波奇配音，此後一直為他配音。
阿特·克洛基被認為是1965年海灘電影《Dr. Goldfoot and the Bikini Machine》以及《How to Stuff a Wild Bikini》的粘土動畫標題序列。他的兒子喬·克洛基（Joe Clokey）在2004年繼續了《戴維和歌利亞》卡通片。2007年3月，KQED電視台播出了長達一小時的紀錄片《Gumby Dharma》作為他們「真正的黏土動畫」系列的一部分。
1995年，阿特·克洛基和達拉斯·麥肯儂再次合作拍攝故事片《岡比電影版》。該部電影在票房上並不成功，並受到評論家的廣泛批評，儘管它在家庭媒體上取得了適度的成功，在家庭媒體上繼續銷售超過一百萬份，鞏固了自己作為邪典追捧的地位。 該於2017年以最初的90分鐘藍光劇場版發行。
在1990年代中期，尼克兒童頻道、福斯廣播公司和卡通頻道與阿特·克洛基簽訂合同，在上午8點和下午2點在其主播點播出《冈比》的每一集。三年多來，它們的收視率一直名列前茅。

## 逝世與紀念
2010年1月8日，阿特·克洛基在加利福尼亚州洛斯奧索斯家中的睡梦中逝世，享年88岁。他这时患有反复的膀胱炎。
2011年10月13日，本應是克洛基90歲生日的第二天，Google向他的一生致敬，並以他的粘土動畫風格製作了一個互動式商標塗鴉，包括「Premavision Studios」製作的岡比。